# Pimpinella caudata
Pimpinella caudata är en flockblommig växtart som först beskrevs av Adrien René Franchet, och fick sitt nu gällande namn av H.Wolff. Pimpinella caudata ingår i släktet bockrötter, och familjen flockblommiga växter. Inga underarter finns listade i Catalogue of Life.